# Condado de Adams (Iowa)
El condado de Adams (en inglés: Adams County, Iowa), fundado en 1853, es uno de los 99 condados del estado estadounidense de Iowa. En el año 2000 tenía una población de 4482 habitantes con una densidad poblacional de 4 personas por km². La sede del condado es Corning.

## Historia
El Condado de Adams, fue establecido por la legislatura estatal en 1851 y nombrado en honor del segundo presidente de los Estados Unidos, John Adams, o su hijo, el sexto Presidente, John Quincy Adams (las fuentes difieren). El condado fue organizado por último y separado de Condado de Pottawattamie el 12 de marzo de 1853. Su tamaño original fue reducida más tarde por la creación de Condado de Montgomery y Condado de Union.
La primera sede del condado fue Quincy. En 1872, se trasladó a Corning.

## Geografía
Según la Oficina del Censo, el condado tiene un área total de 1101 km² (425,1 mi²), de la cual 1098 km² (423,9 mi²) es tierra y 5 km² (1,9 mi²) es agua.

### Condados adyacentes
- Condado de Cass noreste
- Condado de Adair noreste
- Condado de Union este
- Condado de Taylor sur
- Condado de Montgomery suroeste

## Demografía

Condado de Adams distribución de la población por edad y sexo, censo de 2000

En el 2000 la renta per cápita promedia del condado era de $30 453, y el ingreso promedio para una familia era de $40 030. El ingreso per cápita para el condado era de $15 550. En 2000 los hombres tenían un ingreso per cápita de $26 510 contra $20 645 para las mujeres. Alrededor del 9.30% de la población estaba bajo el umbral de pobreza nacional.
| 1900   | 1910   | 1920   | 1930   | 1940   | 1950 | 1960 | 1970 | 1980 | 1990 | 2000 |
| ------ | ------ | ------ | ------ | ------ | ---- | ---- | ---- | ---- | ---- | ---- |
| 13 601 | 10 521 | 10 437 | 13 891 | 10 156 | 8753 | 7468 | 6322 | 5731 | 4866 | 4482 |

## Localidades

### Ciudades
Carbon |
Corning |
Lenox|
Nodaway |
Prescott 

### Municipios
Carl |
Colony |
Douglas |
Grant |
Jasper |
Lincoln |
Mercer |
Nodaway |
Prescott |
Quincy |
Union |
Washington 

### Principales carreteras
- U.S. Highway 34
- Carretera de Iowa 25
- Carretera de Iowa 148